# 中國國民黨中央委員會常務委員會
中國國民黨中央委員會常務委員會，簡稱「中央常務委員會」或「中常會」，是中國國民黨中央委員會常設的最高決策單位。

## 制度
《中国国民党党章》規定：「中國國民黨中央委員會全體會議閉會期間，由中央常務委員會執行職務，並對其負責。」根據現行黨章，中國國民黨主席為中常會之主席，主持中常會，中國國民黨副主席為中常會之當然出席人；中央常務委員會置常務委員（簡稱「中常委」）若干人，分別由中國國民黨全國代表大會代表從中央委員中票選及主席指定產生，任期2年。
根據黨章第二十二條，中央常務委員會置常務委員三十五人至四十人，由下列人員組成之：
ㄧ、選任常務委員二十九人，由全國代表大會代表從中央委員中票選之。
二、指定常務委員六人至十一人，由主席指定本黨同志、青年團總團長及全國青年工作總會總會長擔任。
現時中常會於每週三下午在臺北中央黨部召開。

## 歷史沿革
大陸時期設置中国国民党中央执行委员会常务委员会。中華民國政府遷臺後，1950年7月進行中國國民黨改造方案，中央執行委員會常務委員會停止行使職權。1952年10月，改造完成，中國國民黨第七次全國代表大會修改黨章，設置中央委員會常務委員會，其職權與原中央執行委員會常務委員會相同，為中央委員會閉會期間的決策機構，其位階大致相當於中國共產黨中央政治局。
中常會於1952年重新設立時，中央常務委員只有10人，主要為國民黨黨務系統高級幹部；此後規模逐漸擴大，吸納中華民國政府各部會政務官、中華民國國軍高級將領、民意代表參加，人數在1960年代末期增加至20人以上，1980年代中期增加至30人以上，囊括了總統府、行政院、 立法院、司法院、考試院、監察院、國民大會、臺灣省政府、臺灣省議會、直轄市政府及直轄市議會的國民黨籍主要負責人。在早期，外省藉中常委佔絕大多數，第一位臺灣省藉中常委為丘念台；1988年，在第十三屆中央委員會常務委員會中，臺灣省藉中常委（16人）人數首次超過外省藉（15人）。
國民黨主席（1952-1975年為總裁）為中常會主席，主持中常會會議；主席不在時則由副主席（副總裁）及中常委輪流主持會議。中常會按慣例於每星期三上午在臺北中央黨部開會。在國民黨一黨獨大的1970-1990年代，中常會囊括了黨、政、軍各方面的主要負責人，重大政治議題均經中常會討論或決策。
1952-1993年，黨章規定中央常務委員由中央委員會互選產生，每次中央委員會全體會議均可改選中常委；大多數情況下實際由主席（總裁）提名或提出規劃名單，再經中全會通過，極少開放自由選舉。1993年，中國國民黨第十四次全國代表大會修改黨章，規定主席得指派10-15名中常委，其餘由中央委員自由選舉產生，從此中常委為主席指定、投票選舉各佔一半。2000年，國民黨在2000年中華民國總統選舉中落敗後，將選舉方式改為全部由中央委員互選產生；2005年再改為由全國代表大會代表從中央委員中選舉產生，後來再重新增加由主席指定一部分委員的規定。